# Katarina Mazetti
Vera Katarina Mazetti, conocida como Katarina Mazetti (Estocolmo, Suecia, 29 de abril de 1944-30 de mayo de 2025) fue una periodista y escritora sueca, famosa autora de novelas y literatura infantil y juvenil. Su primer libro para adultos Grabben i graven brevid (en español, El tipo de la tumba de al lado) vendió 450 000 ejemplares en sueco, fue traducido a 22 lenguas y adaptado exitosamente para cine y teatro.

## Biografía
Katarina Mazetti nació en Estocolmo y creció en Karlskrona, un puerto naval del sur de Suecia. Su apellido proviene de su bisabuelo picapedrero italiano que llegó a Suecia en el siglo XIX. Hija única, sus padres fueron un constructor de barcos y una sombrerera.
Estudió periodismo y comenzó su carrera en los periódicos locales. Luego prosiguió sus estudios y obtuvo una maestría en literatura e inglés por la Universidad de Lund. 
Trabajó como profesora en una escuela secundaria agrícola en Umeå. Durante 15 años fue productora de radio y reportera en Sveriges Radio P1 (estación de radio pública de Suecia) donde participó en programas de orientación feminista, programas para niños, productora del programa Freja y fue gerenta del programa Ring. 
En 1988 se inició a escribir libros para niños y jóvenes y debutó con el libro Här kommer tjocka släkten! redactado en versos hexámetros clásicos e ilustrado por Gunna Grähs. 
En 2007 comenzó con sus hijos un café cultural para libros y películas clásicas en Malmö que en 2012 transformó en el centro cultural Poeten på (El poeta en la esquina). 
Realizó obras en siete géneros literarios: novela, cuento, poesía, literatura infantil, literatura juvenil, libros de texto y guion de cine. Además participó en un libreto de ciencia ficción, lírica y ópera. 
Participó en conferencias y ferias literarias en diferentes países, incluidos Alemania, Inglaterra, Rusia, Canadá, Bélgica, Líbano, Bulgaria, Finlandia y asiduamente en Francia. 
Sus libros fueron traducidos a treinta idiomas, más recientemente al español, portugués y tailandés, entre otros. 
Sus referentes literarios son Anna-Lisa Wärnlöf, William Shakespeare, Mikael Niemi, Fritjof Nilsson Piraten, Angela Carter, Tove Jansson, Ben Elton, Jan Berglin y Christina Kjellson. Sus personajes literarios preferidos son el príncipe Myshkin en El idiota de Dostoievski y Pippi Calzaslargas de la escritora sueca Astrid Lindgren.
Trabajó como escritora, escribió crónicas y columnas en diferentes periódicos, actuó en festivales de narración de cuentos y tocó el acordeón en varios grupos de música folk.
Desde 2002 vivió en la localidad sueca de Lund con su familia. Tuvo cuatro hijos.

## Obras

### Libros infantiles y juveniles

#### SeriePrimos Karlsson
Saga de libros juveniles sobre las aventuras que protagonizan los cuatro primos Karlsson.
- Kusinerna Karlsson 1: Spöken och spioner (2012)
- Kusinerna Karlsson 2: Vildingar och vombater (2012)
- Kusinerna Karlsson 3: Vikingar och vampyrer (2013)
- Kusinerna Karlsson 4: Monster och mörker (2013)
- Kusinerna Karlsson 5: Skräckbåten och Svarta damen (2014)
- Kusinerna Karlsson 6: Pappor och pirater (2015)
- Kusinerna Karlsson 7: Skurkar och skatter (2016)
- Kusinerna Karlsson 8: Fällor och förfalskare (2017)
- Kusinerna Karlsson 9: Trassel och trumpeter (2018)
- Kusinerna Karlsson 10: Döskallar och demoner (2019)

#### Otros libros de literatura infantil y juvenil
- Här kommer tjocka släkten (1988)
- Köttvars trollformler (1991)
- Grod Jul på Näsbrännan eller Skuggan av en gris (1993)
- Det är slut mellan Gud och mej (1995)
- Det är slut mellan Rödluvan och vargen (1998)
- Den hungriga handväskan (1998)
- Fjärrkontrolleriet: äventyrs- och kärlekshistoria för barn (2001)
- Tyst! Du är död! (2001)
- Slutet är bara början (2002)
- Tarzans tårar (2003)
- Ottos äventyr (2005)
- Mitt himmelska kramdjur (2007)
- Slump (2008) - Novela escrita en colaboración con varios escritores.

### Novelas para adultos
- Grabben i graven bredvid (1998). En español, El tipo de la tumba de al lado, editado por Titania en 2010, ISBN 978-84-96711-90-7.[3] Esta novela es su primera obra dedicada para adultos y se basa en experiencias personales de la autora casada con un granjero sueco.

- Familjegraven: en fortsättning på romanen Grabben i graven bredvid (2005) - Continuación de: El tipo de la tumba de al lado.
- Blandat blod (2008)
- Mitt liv som pingvin (2008)
- Berättelser för till- och frånskilda (2013)
- Snö kan brinna (2015)

### Selección de cuentos
- Krigshjältar och konduktörer (1999)

### Canciones
- Handbok för martyrer (1993)

### Otras publicaciones
- Mazettis blandning (2001)
- Mazettis nya blandning (2004)
- Mazettis julblandning (2006)

## Traducciones al español
- El tipo de la tumba de al lado (Título original en sueco: Grabben i graven bredvid. 1998). Editado por Titania en 2010, ISBN 978-84-96711-90-7.[3] Primera de sus obras dedicada al público adulto. Esta novela se recrea en la experiencia personal de la autora casada con un granjero sueco y en personas conocidas, aunque no constituye una historia autobiográfica.[4][5]

El resumen de la cuarta cubierta indica: 

La joven y culta viuda Desirée Wallin es bibliotecaria. Su marido Orjan murió en un accidente hace dos años, y se siente muy sola. Su deseo más profundo es tener un niño, pero su aspecto de ratón de biblioteca y su carácter introvertido no le ayudan a la hora de conocer gente. En sus visitas a la tumba de Orjan, coincide con un personaje rústico que arregla con esmero y dudoso gusto el sepulcro de sus padres. Es Benny, un granjero solitario y aislado del mundo, que necesita una mujer fuerte que le quiera y ayude a llevar adelante su trabajo. Un hombre simple y con buen corazón, que nunca tuvo la oportunidad conocer mundo ni hacer nada más que ocuparse de la granja familiar. Entre sus cantos a las vacas en Nochebuena y su ropa comprada por catálogo no hay sitio para una mujer. O al menos eso pensaba hasta que Desirée apareció en su camino.

## Adaptaciones

### Cine
- 2002 : Grabben i graven bredvid, largometraje sueco realizado por Kjell Sundvall, adaptado de la novela del mismo nombre, traducida en español El tipo de la tumba de al lado. Actúan Elisabet Carlsson y Michael Nyqvist.[6] En Suecia el film fue visto por un millón de espectadores. Obtuvo cinco nominaciones a los Premios Guldbagge (otorgados por el Instituto Sueco de Cine) en las categorías: Mejor director, Mejor guion, Mejor película, Mejor actriz principal y Mejor actor principal, siendo Michael Nyqvist quien obtuvo el premio Guldbagge como mejor actor principal.

### Teatro
- 2009 : Le Mec de la tombe d'à côté (En español, El tipo de la tumba de al lado), adaptación teatral francesa por Alain Ganas y dirigida por Panchika Velez, Actúan Anne Loiret y Vincent Winterhalter.[7] Se reestrena en 2010 con Sophie Broustal y Marc Fayet en los roles principales en el Théâtre de la Renaissance, continúan con una gira por Francia, luego se establecen nuevamente en París en el Théâtre des Bouffes-Parisiens.[8] En Francia recibió las nominaciones al Premio Molière en las categorías de adaptación/traducción y teatro privado.[9] En 2016, un nuevo reestreno con Stéphane Fievet y Florence Hebbelynck como actores principales.
- 2012 : El tipo de la tumba de al lado. Adaptación española protagonizada por Maribel Verdú y Antonio Molero con la dirección de Josep María Pou. Se estrena en el Teatro Goya de Barcelona y luego inicia una gira por diversas ciudades españolas.[10][11][12] En 2016 un nuevo reestreno con Iker Galartza y Aitziber Garmendia bajo la dirección de Begoña Bilbao Lejarzegi,[13] Traducida al euskera por el protagonista y guionista Iker Galartza comienza una gira por País Vasco y luego en la versión castellana por toda España.[14] En 2014 Linnette Torres y René Monclova protagonizan la obra en Puerto Rico dirigidos por Axel Cintrón.[15]

### Televisión
- 2016 : Le Mec de la tombe d'à côté (En español, El tipo de la tumba de al lado), telefilm francés dirigido por Agnès Obadia, la adaptación de la novela fue realizada por David Foenkinos. Actúan Marine Delterme y Pascal Elbé. Difundida por primera vez el 28 de noviembre en TF1 en Francia.[16][17][18]

## Reconocimientos y distinciones
- 1995. Augustpriset - Nominación[2]
- 1996. Västerbottens-Kurirens kulturpris - Ganadora
- 2000. Polonipriset - Nominación
- 2007. Academia Sueca - Beca
- 2007. Prix Cévennes du roman européen (Premio Cevenne, mejor novela europea traducida al francés) - Nominación[19]
- 2011. Karlskrona kommuns kulturpris (Premio cultural de la municipalidad de Karlskrona) - Ganadora[20]
- 2011. Piratenpriset - Ganadora[21]